# Nectophrynoides
A Nectophrynoides a kétéltűek (Amphibia) osztályába, a békák (Anura) rendjébe és a varangyfélék (Bufonidae) családjába tartozó nem.

## Jellemzőik
A nem fajai a Tanzánia endemikus élőlényei, a Nectophrynoides tornieri kivételével a Vörös lista mindet veszélyeztetett fajként tartja nyilván. Az ide tartozó fajoknál az utódok a nőstényben maradó petékben fejlődnek ki, a nőstény teljesen kifejlett utódoknak ad életet. A Nyugat-Afrikában élő Nimbaphrynoides nemmel együtt (melyet korábban a Nectophrynoides nembe soroltak) ezek az egyedüli fajok, melyek nem raknak petéket.

## Rendszerezés
A nembe az alábbi fajok tartoznak:
- Nectophrynoides asperginis Poynton, Howell, Clarke & Lovett, 1999
- Nectophrynoides cryptus Perret, 1971
- Nectophrynoides frontierei Menegon, Salvidio & Loader, 2004
- Nectophrynoides laevis Menegon, Salvidio & Loader, 2004
- Nectophrynoides laticeps Channing, Menegon, Salvidio & Akker, 2005
- Nectophrynoides minutus Perret, 1972
- Nectophrynoides paulae Menegon, Salvidio, Ngalason & Loader, 2007
- Nectophrynoides poyntoni Menegon, Salvidio & Loader, 2004
- Nectophrynoides pseudotornieri Menegon, Salvidio & Loader, 2004
- Tornier-famászóvarangy (Nectophrynoides tornieri) (Roux, 1906)
- Nectophrynoides vestergaardi Menegon, Salvidio & Loader, 2004
- Tanganyikai famászóvarangy (Nectophrynoides viviparus))
- Nectophrynoides wendyae Clarke, 1988